# 中棘龍屬
中棘龍（學名：Metriacanthosaurus）是中棘龍科的一屬恐龍，生存於中侏羅紀（牛津階）的英格蘭，約1億6000萬年前。中棘龍以其他同時代的恐龍為食，例如卡洛夫龍及其他小型的草食性恐龍。
中棘龍的股骨長80公分。根據葛瑞格利·保羅在1988年的估計，體長超過8公尺，體重約1公噸。由於對中棘龍的所知甚少，所有重組圖都只是根據其近親來建立。

## 歷史
在1923年，德國古生物學家休尼（Friedrich von Huene）針對侏羅紀及白堊紀的歐洲恐龍寫了一篇論文。在研究中，他論述了一些標本（編號OUM J.12144），發現於英格蘭多塞特郡的韋茅斯，包括一個不完整的骨盆、四肢骨頭、及部份脊椎，並歸類於斑龍的一個新種，派克氏斑龍（Megalosaurus parkeri）。種名是以在19世紀發現化石的W. Parker為名。
在1932年，休尼將其改歸類於比克爾斯棘龍的一個種，派克氏比克爾斯棘龍（Altispinax parkeri）。
但是在1964年，艾力克·沃克（Alick Walker）提出這些化石不同比克爾斯棘龍，因為比克爾斯棘龍缺乏長神經棘，並命名了中棘龍（Metriacanthosaurus）。中棘龍的屬名意為「有中等棘刺的蜥蜴」是因其脊椎神經棘比一般肉食龍下目恐龍的為高（例如異特龍），但卻又較高棘龍的為短，所以建立這名稱。

## 分類
艾力克·沃克只是替中棘龍建立名稱，仍將中棘龍歸類於斑龍科。在1988年，格里高利·保羅替中棘龍建立了自己的科：中棘龍科，當時也包含永川龍、與其近親。之後在2001年，中棘龍被編入棘龍超科。在2004年，湯瑪斯·荷茲（Thomas Holtz）等人認為中棘龍是屬於堅尾龍類。

## 大眾文化
在電影《侏儸紀公園》（Jurassic Park）中，其中一個玻璃瓶上標示者中棘龍的名稱，但中棘龍沒有出現在電影之中。。